# Clarice Modeste-Curwen
Clarice Modeste-Curwen ist eine grenadische Politikerin der New National Party (NNP), die unter anderem zwischen 2014 und 2016 Außenministerin war.

## Leben
Clarice Modeste-Curwen absolvierte ihre Schulausbildung an der St. Rose Secondary School und war danach zwischen 1972 und 1979 als Lehrerin für Naturwissenschaften an der Waltham Junior Secondary School tätig. Daneben war sie selbst Absolventin des St. Lucia Teachers Technical Training College, ehe sie 1980 den Schuldienst verließ und ein Studium der Medizin an der Universität von Havanna aufnahm. Nach dessen Abschluss kehrte sie nach Grenada zurück und arbeitete zuerst als Ärztin sowie danach seit 1989 als Ärztliche Direktorin des General Hospital. 1996 übernahm sie zudem einen Lehrauftrag für Klinische Fähigkeiten und Verhaltenswissenschaften an der Medizinischen Fakultät der 1976 gegründeten St. George’s University und wurde darüber hinaus 1997 Leiterin der Fachschaft Augenheilkunde.
Aufgrund ihrer langjährigen Verdienste als Lehrerin und Ärztin wurde Clarice Modeste-Curwen 1998 zum Mitglied des Senats von Grenada ernannt und zugleich sie Juniorministerin für Gesundheit. Bei den Wahlen vom 18. Januar 1999 wurde sie als Kandidatin der New National Party (NNP) im Wahlkreis Parish of St. Mark zum Mitglied des Repräsentantenhauses gewählt und von Premierminister Keith Claudius Mitchell zur Ministerin für Gesundheit und Umwelt in dessen Kabinett berufen. In dieser Funktion engagierte sie sich für den Bau des neuen Zentralkrankenhauses, die Einführung des von der Weltbank unterstützten Projekts gegen HIV/AIDS sowie die Gründung des von Regierung und der St. George’s University durchgeführten Kardiologieprogramms, aber auch für den Zugang zu ländlichen Gesundheitsdiensten. Im Rahmen einer Kabinettsumbildung nach der Wahl vom 27. November 2003 übernahm sie das Amt als Ministerin für Kommunikation, öffentliche Arbeiten und Verkehr und war in dieser Funktion mit den Maßnahmen gegen und nach dem Hurrikan „Emily“ im Juli 2005 befasst. Neben den Bau von Wohnungen war sie dabei insbesondere für den Wiederaufbau von Straßen, Brücken, ländlichen Einrichtungen, Polizeiwachen, Schulen und Kindereinrichtungen betraut. Nach einer weiteren Kabinettsumbildung fungierte sie zwischen 2007 und der Niederlage der NNP bei den Wahlen am 8. Juli 2008 als Ministerin für Tourismus, Zivilluftfahrt, Kultur und darstellende Künste. In dieser Position engagierte sie sich für den Bau touristischer Einrichtungen wie die Fort Louis Marina, den Yachthafen Esplanade, den Busbahnhof Melville Street sowie die Bruce Street Mall.
Nach dem erdrutschartigen Sieg bei den Wahlen am 19. Februar 2013, bei denen die NNP alle 15 Sitze im Repräsentantenhaus gewann, wurde Clarice Modeste-Curwen von Premierminister Keith Claudius Mitchell zunächst zur Ministerin für Gesundheit und Soziale Sicherheit in dessen neue Regierung berufen. Im Zuge einer Kabinettsumbildung wurde sie am 13. November 2014 mit Wirkung zum 1. Dezember 2014 als Nachfolgerin von Nickolas Steele erste Außenministerin Grenadas. Das Amt der Außenministerin bekleidete sie bis zu ihrer Ablösung durch Elvin G. Nimrod bei einer neuerlichen Kabinettsumbildung, bei der sie selbst Ministerin für Tourismus, Zivilluftfahrt, Kultur und Genossenschaften wurde.